# Vicques (Zwitserland)
Vicques (Duits: Wix) is een plaats en voormalige gemeente in het Zwitserse kanton Jura, en maakt deel uit van het district Delémont.
Vicques telt 1744 inwoners.

## Geschiedenis
In 2013 is de gemeente gefuseerd met de andere gemeenten Montsevelier en Vermes en hebben de nieuwe gemeente Val Terbi gevormd.

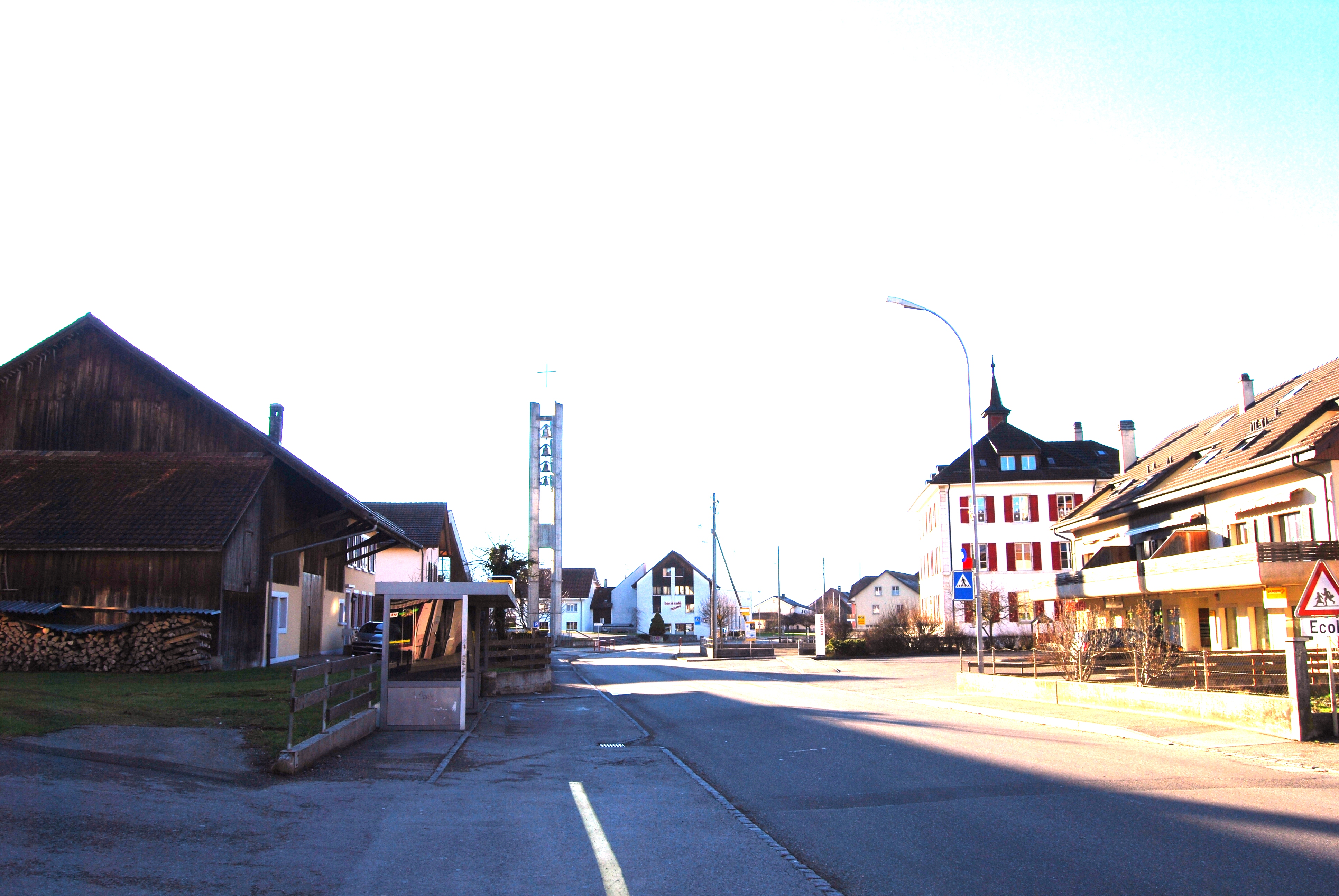
Vicques

Corban · Montsevelier · Vermes · Vicques
- Bibliothèque nationale de France: cb12247470k (data)
- Gemeinsame Normdatei: 4242928-6
- Historisch woordenboek van Zwitserland: 002954
- Virtual International Authority File: 115144648446380246271
- WorldCat: E39PBJtX973Cb6VTqHGkXXH3cP